# تريفور كوب
تريفور كوب (بالإنجليزية: Trevor Cobb)‏ هو لاعب كرة قدم أمريكية أمريكي، ولد في 20 نوفمبر 1970 في هيوستن في الولايات المتحدة.

## وصلات خارجية
- تريفور كوب على موقع مرجع كرة القدم المحترفة.كوم (الإنجليزية)